# سيدة البحر (فلم)
سيدة البحر هو فيلم غموض ذو إنتاج مشترك سعودي-عراقي-إماراتي من بطولة أشرف برهوم ويعقوب الفرحان وفاطمة الطائي باسمة حجار، ومن إخراج وتأليف شهد أمين. عُرض الفيلم لأول مرة في الدورة السادسة والسبعين من مهرجان البندقية السينمائي عام 2019 وفاز بجائزة نادي فيرونا السينمائي للفيلم الأكثر إبداعاً في إسبوع النقاد في المهرجان.
هو أول فيلم روائي طويل للمخرجة شهد أمين، بعد إخراجها لعدد من الأفلام القصيرة أبرزها «موسيقانا» و«نافذة ليلى».

## قصة الفيلم
تدور أحداث الفيلم في إطار أدب المدينة الفاسدة، والفيلم هو قصة فتاة قوية الإرادة تُدعى «حياة»، تعيش في قرية صيد فقيرة تحكمها التقاليد المظلمة والتي يتعين فيها على كل أسرة ان تعطي اسرتها لمخلوقات البحر التي تعيش في المياه القريبة، وبالمقابل يتم صيد المخلوقات البحرية بواسطة رجال القرية. يقوم والد «حياة» بإنقاذها من هذ المصير. تُعتبر «حياة» لعنة على القرية كلها وتكبر منبوذة. ومع ذلك فهي لا تستسلم لهذا المصير وتناضل من أجل مكانتها داخل القرية. بعد أن تنجب والدتها طفلاً رضيعاً. يجب أن تقبل «حياة» العادات الوحشية المتمثلة في إعطاء نفسها لمخلوقات البحر أو إيجاد وسيلة للهروب.
تم عرض الفيلم بالابيض والاسود لإيصال ان المجتمع الذي يقوم بالتضحية بفتياته هو مجتمع جاف وقاحل وتنعدم فيه مكونات الحياة بما إن المرأة في الفيلم ترمز إلى الحياة. حورية البحر في الفيلم ترمز إلى المرأة التي تقوم بتحديد مصيرها ورسم دربها واختيار قراراتها بدون ان يتدخل أي احد، ويظهر ذلك في الفيلم من خلال قيام «حياة» بالاختيار بنفسها بين ان تكون حورية وان تعيش بالبحر وبين ان تكون انسانة عادية وتعيش في البر.

## طاقم التمثيل
- باسمة حجار، بدور: حياة
- يعقوب الفرحان، بدور: مثنى
- عبد العزيز العبسي، بدور: ياسر
- إبراهيم الحساوي، بدور: سعادة
- هيفاء الأغا، بدور: سمية
- أشرف برهوم، بدور: أمير
- فاطمة الطائي، بدور: عائشة
- رضا إسماعيل، بدور: حكيم
- علي عبد الله الكمزاري، بدور: سالم
- فتحي أحمد الكمزاري، بدور: خالد
- محمد طارق الشحي، بدور: شريف
- وليد خالد داود، بدور: حسن
- أسامة سهيل الزرافي، بدور: إقبال
- مهند حسن الزهوري، بدور: عزيز
- سيف إبراهيم الحمادي، بدور: طارق
- علي عبد الله الكمزاري، بدور: زهر
- حسن الكمزاري، بدور: حمدي
- محمد عبد الله الكمزاري، بدور: عدنان
- يقين ياسر زرفي، بدور: سارة
- فاطمة مهرة زيد، بدور: ليلى
- حليمة محمد عبد الله، بدور: جميلة
- هاجر مهرة الكمزاري، بدور: سدرة
- مريم محمود حسين، بدور: خديجة
- علياء علي الكمزاري، بدور: سلافة
- نسرين كمال خير، بدور: زينب
- شريفة البريكي، بدور: حسناء
- حجيبة لسكري، بدور: سحر
- دانا حسن الشحي، بدور: دانا

## الإنتاج
تم تصوير الفيلم في ولاية خصب في محافظة مسندم العمانية في قرية تطل على البحر وتتواجد فيها التربة الصخرية المناسبة التي تعكس أجواء الفيلم. تم تصوير الفيلم بالالوان ولكن تم التوصل إلى قرار عرض بالأبيض والأسود في مرحلة ما بعد الإنتاج. وهو مستوحى من الفيلم القصير لنفس المخرجة والحائز على عدة جواز بعنوان «حورية وعين» والذي صدر عام 2013. تم استخدام الفيلم الكويتي بس يا بحر والصادر عام 1971 كاحد المراجع لانتاج الفيلم.

## الاستقبال

### الجوائز والترشيحات
| المهرجان                           | الفترة                    | الجائزة                                                  | المترشح    | النتيحة     | مراجع         |
| ---------------------------------- | ------------------------- | -------------------------------------------------------- | ---------- | ----------- | ------------- |
| مهرجان البندقية السينمائي          | 28 أغسطس - 7 سبتمبر 2019  | جائزة نادي فيرونا السينمائي                              | سيدة البحر | فوز         | [ 7 ] [ 8 ]   |
| مهرجان لندن السينمائي              | 2 - 13 أكتوبر 2019        | جائزة ساذرلاند - مسابقة أول فيلم روائي طويل              | شهد أمين   | رُشِّح         | [ 2 ]         |
| مهرجان أيام قرطاج السينمائية       | 26 أكتوبر - 2 نوفمبر 2019 | جائزة التانيت البرونزي - مسابقة الأفلام الروائية الطويلة | سيدة البحر | فوز         | [ 9 ]         |
| مهرجان الرباط الدولي لسينما المؤلف | 16 - 22 نوفمبر 2019       | جائزة لجنة التحكيم لأفضل فيلم                            | سيدة البحر | فوز         | [ 10 ] [ 11 ] |
| مهرجان الرباط الدولي لسينما المؤلف | 16 - 22 نوفمبر 2019       | جائزة أفضل مخرج                                          | شهد أمين   | فوز         | [ 10 ] [ 11 ] |
| مهرجان الرباط الدولي لسينما المؤلف | 16 - 22 نوفمبر 2019       | جائزة لجنة تحكيم النقاد                                  | سيدة البحر | فوز         | [ 10 ] [ 11 ] |
| مهرجان القاهرة السينمائي الدولي    | 20 - 29 نوفمبر 2019       | مسابقة آفاق السينما العربية للأفلام الطويلة              | سيدة البحر | رُشِّح         | [ 8 ] [ 12 ]  |
| مهرحان سنغافورة السينمائي الدولي   | 21 نوفمبر - 1 ديسمبر 2019 | جائزة الشاشة الفضية لأفضل فيلم روائي آسيوي               | سيدة البحر | فوز         | [ 13 ]        |
| مهرجان السودان للسينما المستقلة    | 21 - 27 يناير 2020        | مسابقة الأفلام الروائية الطويلة                          | سيدة البحر | في الانتظار | [ 14 ]        |
| مهرجان ساوث باي ساوث واست          | 13 - 22 مارس 2020         |                                                          | سيدة البحر | في الانتظار | [ 15 ]        |

### الاستقبال النقدي
كتب الناقد الأمريكي دينيس شوارتز على موقعه عن سيدة البحر «حكاية سحرية جيدة الصياغة مع رسالة نسوية معاصرة مقنعة» وهو «نقد مهذب لمجتمع وطنها التقليدي المقيد»، من الناحية الإنتاجية أشاد دينيس باستخدام الأسود والابيض واصفاً إياه بـ«الرائع»، كما أشاد بأداء باسمة حجار وبموسيقى مايك وفابيان كورتزر الحسية الجذابة، على الرغم من انتقاده افتقار الفيلم للكثير من المضمون. من موقع إندبندنت عربية أشاد هوفيك حبشيان بالفيلم حيث كتب «الفيلم شكل حالة سينمائية لأنه مثقل بمرجعيات ثقافية ومشغول بحرفية».
أشاد ستيفن دالتون من موقع هوليوود ريبورتر بقصة الفيلم والمناظر الطبيعية معتبراً تجربة مشاهدة الفيلم حسية رائعة، وعلى مستوى الأداء كتب دالتون «تقدم باسمة حجار ذات 15 عاماً على الشاشة الكبيرة أداءاً قوياً جدير بالثناء ومليء بالإيماءات التعبيرية» كما أشاد أيضاً بموسيقى الفيلم، ولكنه إنتقد إسلوب السرد فيه والذي اعتبره العنصر الأقل إبهارا من عناصر الفيلم حيث كتب «حتى في الدقيقة 74 من الفيلم تشعر وكأن الحبكة فارغة، وهذا يتعارض مع كونه فيلم قصير تم تطويله، لكن وعلى الرغم من ذلك لا يزال الفيلم غريباً وساحراً بصرياً».
كتبت أدريانا روساتي من موقع أيجن موفي بولس «يذكرنا الفيلم بقصص الف ليلة وليلة مع أصداء من المآسي اليونانية» وأضافت «يسهم الموقع الجاف والصخري بالإضافة إلى تصوير جواو ريبيرو مع تباين القصائد الغنائية في بناء جو زاحف خارج هذا العالم، وفي تناقض صارخ مع الأنوثة المتفتحة لبطلة الرواية الشابة»، لكنها انتقدت الافتقار إلى التعقيد والتعبير في السرد الجوهري الذي يجعله يبدو وكأنه فيلم قصير ممتد، تنخفض فيه القصة قليلا في النصف الثاني بعد المقدمة الاسطورية الغنية.

## روابط خارجية
- مقالات تستعمل روابط فنية بلا صلة مع ويكي بيانات